# Sveta Marina
Sveta Marina ist ein Fischerdorf auf der größten Halbinsel Kroatiens, Istrien, an der Adria gelegen. Es ist etwa 12 km von der nächsten Stadt, Labin, entfernt. Das Dorf besitzt ein Campingresort mit Stellplätzen und Mobilheimen für etwa 900 Gäste, zwei Einkaufsläden und vier Restaurants und 2 kleinen Swimmingpools. Es ist über zwei schmale steile Straßen zu erreichen.
Der Campingplatz ist ein beliebtes Ziel für Taucher, da er zwei Taucherstationen besitzt. Es gibt mehrere felsige Buchten zum Baden und eine kleine Hafenmole.